# Янушевиці (Лодзинське воєводство)
Янушевиці (пол. Januszewice) — село в Польщі, у гміні Опочно Опочинського повіту Лодзинського воєводства.
Населення — 420 осіб (2011).
У 1975-1998 роках село належало до Пйотрковського воєводства.

## Демографія
Демографічна структура станом на 31 березня 2011 року:
|          | Загалом | Допрацездатний вік | Працездатний вік | Постпрацездатний вік |
| -------- | ------- | ------------------ | ---------------- | -------------------- |
| Чоловіки | 207     | 51                 | 133              | 23                   |
| Жінки    | 213     | 50                 | 116              | 47                   |
| Разом    | 420     | 101                | 249              | 70                   |